# Póstumo Ebucio Helva Córnicen
Póstumo Ebucio Helva Córnicen  fue un político y militar romano del siglo V a. C. perteneciente a la gens Ebucia.

## Familia
Helva fue miembro de los Ebucios Helvas, una familia patricia de la gens Ebucia. Fue probablemente hijo del consular Lucio Ebucio Helva y hermano del triunviro Marco Ebucio Helva.

## Carrera pública
Siendo cónsul en el año 442 a. C., con su colega en el consulado, Marco Fabio Vibulano, publicó un senadoconsulto para proveer de colonos a Ardea (diezmada por la guerra del año anterior) y procurarle así una adecuada defensa contra los volscos.
Fue nombrado magister equitum en el año 435 a. C. por el dictador Quinto Servilio Prisco Fidenas cuando los fidenates amenazaron Roma al tomar posiciones cerca de la puerta Colina.